# Myotis
Myotis er en slægt af flagermus i familien barnæser.

## Udseende
Arterne når en kropslængde (hoved og krop) på 35 til 100 mm og en halelængde på 28 til 65 mm. Underarmen bliver 28 til 70 mm lang. Små arter som Myotis siligorensis vejer bare 2,3 til 2,6 g og store arter som stor museøre (Myotis myotis) vejer 18 til 45 g. Oftest er pelsen på oversiden brunlig og på undersiden noget lysere. Nogle arter skifter i årets løb mellem en lysere og en mørkere pels. Visse arter er mere orange eller har en hvidlig underside.

## Levevis
Slægtens medlemmer forekommer i mange forskellige biotoper. Nogle arter foretrækker nåleskove, andre tør buskvegetation og en tredje gruppe findes især i fugtige områder. Hvilepladsen er oftest en grotte. Desuden anvendes huller i træer, tæt vegetation og steder som er skabt af mennesker. Afhængig af arten dannes ved hvilepladsen mindre flokke eller store kolonier med flere tusind medlemmer.
Flere arter som om sommeren lever i tempererede områder vandrer før vinteren til varmere egne. Desuden findes flere arter som går i vinterdvale.
De fleste medlemmer jager insekter. Nogle arter har desuden spindlere, tusindben eller små fisk som føde. Myotis vivesi flyver undertiden over havet nær kysten for at fange krebsdyr og småfisk.
Hos arter som lever i tempererede regioner sker parringen normalt om efteråret. Hannens sæd gemmes i hunnens kønsdele og æggets befrugtning sker om foråret. Forskellige arter som lever i troperne kan parre sig hele året og nogle arter som Myotis albescens kan have to kuld per år. Drægtigheden varer 50 til 70 dage, hvorefter oftest en unge fødes. Hos Myotis austroriparius er tvillinger mere hyppige. Hunner af flere arter fra slægten danner før ungernes fødsel egne kolonier som er adskilte fra hannerne.
Generelt lever slægtens medlemmer maksimalt 6 til 7 år. Visse individer kan dog blive meget ældre. Enkelte individer af Myotis lucifugus er for eksempel blevet cirka 30 år.
Tandformlen for slægten lyder 2133/3133. Dermed har Myotis-arterne det maksimale antal tænder blandt flagermus, nemlig 38.

## Udbredelse
Slægten Myotis er den artrigeste og mest udbredte flagermusslægt i verden. Udbredelsesområdet strækker sig over alle kontinenter. Den forekommer dog ikke i Arktis og på mange oceaniske øer.

## Arter
Der findes omkring 100 arter i slægten Myotis. Blandt disse er:
- Myotis nattereri (Frynseflagermus)
- Myotis brandti (Brandts flagermus)
- Myotis mystacinus (Skægflagermus)
- Myotis dasycneme (Damflagermus)
- Myotis daubentoni (Vandflagermus)
- Myotis bechsteini (Bechsteins flagermus)
- Myotis myotis (Stor museøre)

## Billeder
- Koloni af stor museøre, Myotis myotis
- Myotis sodalis
- Bechsteins flagermus, Myotis bechsteinii
- Myotis yumanensis